# خوان هوبر
خوان هوبر (بالإسبانية: Juan Huber)‏ هو مجدف أرجنتيني، ولد في 19 سبتمبر 1937 في روساريو في الأرجنتين.

## وصلات خارجية
- خوان هوبر على موقع الاتحاد الدولي للتجديف (الإنجليزية)
- خوان هوبر على موقع اللجنة الأولمبية الدولية (الإنجليزية)
- خوان هوبر على موقع أوليمبيديا (الإنجليزية)